# Yeongdo-gu
Yeongdo là một khu trực thuộc thành phố Busan, Hàn Quốc. Khu này có diện tích 13,98 km², dân số 165.000 người. Yeongdo trở thành một khu của thành phố Busan năm 1957.
Đại học Hải dương Hàn Quốc nằm tại khu Yeongdo. Yeongdo là quê hương của Kang Daniel (Wanna One) - 1 trong 3 người nổi tiếng có sức ảnh hưởng nhất Hàn Quốc năm 2017)

## Phân cấp hành chính
Yeongdo-gu được chia thành 6 dong pháp lý, bao gồm 14 dong hành chính, như sau:
- Namhang-dong
- Yeongseon-dong (2 dong hành chính)
- Sinseon-dong (3 dong hành chính)
- Bongnae-dong (3 dong hành chính)
- Cheonghak-dong (2 dong hành chính)
- Dongsam-dong (3 dong hành chính)

## Thành phố kết nghĩa
- Luwan, Trung Quốc

## Liên kết
- Trang chủ Yeongdo-gu[liên kết hỏng] (tiếng Anh)